# Magnus Hambræus
Carl Magnus Hambræus, folkbokförd Hambraeus, född 28 januari 1895 i Nora stadsförsamling i Örebro län, död 14 mars 1979 i Oscars församling i Stockholm, var en svensk läkare.
Magnus Hambræus var son till organisten Axel Hambraeus och Maria Johansson samt yngre bror till faderns namne prästen Axel Hambraeus. Efter studentexamen i Västerås 1913 läste han medicin, blev medicine kandidat vid Uppsala universitet 1918 och medicine licentiat vid Karolinska Institutet i Stockholm 1923. Han hade olika amanuens- och underläkarförordnanden 1916–1925 och tjänstgjorde vid Sabbatsbergs sjukhus öronklinik 1925 tills han 1928 startade egen läkarpraktik i Stockholm.
Hambræus var specialist inom öron-, näs- och halssjukdomar. Han var bataljonsläkare i Fältläkarkåren 1924–1931 och i reserven 1932. Han var läkare för öronsjukdomar vid Stockholms folkskolor å Södermalm från 1928, vid Åsö sjukhus 1929–1943 och vid Musikaliska Akademien från 1932. Hambræus var föreståndare för Sabbatsbergs öronpoliklinik 1938–1941 (tillförordnad 1937) och biträdande läkare 1942–1947. 1950 blev han biträdande läkare vid öronpolikliniken å Kornhamnstorg.
Han var från 1924 gift med läkaren Wera Sandström (1897–1991), dotter till statens lantbruksingenjör Gustaf Sandström och Ellen Bråkenhielm. De fick fyra barn: Lars Hambræus (1925–2014), Ulla Hambræus Sundin (1926–2016), Göran Hambræus (1929–2014) och Leif Hambraeus (född 1936).
Magnus Hambræus är begravd på Norra begravningsplatsen utanför Stockholm.